# Intersexion
Intersexion — документальный фильм 2012 года, режиссёр — Грант Лахуд. Съёмки фильма происходили сразу в нескольких странах: Новая Зеландия, Австралия, США, Германия, ЮАР.

## Сюжет
В данном фильмы Мани Митчелл и Грант Лахуд решили «демистифицировать» интерсекс-людей. Интервьюируя людей из разных стран по всему миру, фильм исследует, как они «проводят свой путь через детство, юность, отношения и взрослую жизнь, при том что они не соответствуют бинарной модели исключительно мужского и женского мира». Фильм следует за Митчеллом в турне, посещая интерсекс-людей в США, Ирландии, Германии, Южной Африке и Австралии.

## Награды
Intersexion стал победителем в номинации «Лучший новозеландский документальный фильм» и «Лучший монтаж» на фестивале Documentary Edge Festival в 2012 году. Он занял второе место в премии Derek Oyston Film Prize на фестивале London BFI Lesbian and Gay Film Festival в 2013 году и получил приз зрительских симпатий за лучший документальный фильм на Гамбургском международном фестивале кинематографистов в 2012 году.

## В ролях
- Мани Митчелл — рассказчик